# 何桥镇 (徐州市)
何桥镇，是中华人民共和国江苏省徐州市铜山区下辖的一个乡镇级行政单位。

## 行政区划
何桥镇下辖以下地区：
何桥村、双楼村、袁砦村、金安村、宗庄村、庄里寨村、土楼村、付村、叶庄村、张集村、赵台村、段庄村、马行村、肖庄村和苗庄村。